# Ligne de Somain à Péruwelz
Le chemin de fer de Somain (France) à Péruwelz (Belgique), plus souvent nommé ligne Somain – Péruwelz, situé dans le département du Nord, a été l'un des premiers chemins de fer de France. Il a été concédé le 24 octobre 1835 et ouvert entre 1838 et 1874. La dernière section ouverte au départ de Vieux-Condé traverse la frontière belge pour desservir Péruwelz en Belgique. L'exploitation se faisait sous le nom du Chemin de fer d'Anzin.
Ce chemin de fer desservant des installations minières était également appelé Le Cavalier.

## Historique
La ligne « de Saint-Waast-la-Haut à Denain » est concédée à la compagnie des mines d'Anzin par ordonnance royale le 24 octobre 1835. À la même date, une autre ordonnance royale concède à la compagnie la section « d'Abscon à Denain (Nord) ».
Par une ordonnance royale du 31 janvier 1841, la compagnie des mines d'Anzin est autorisée à prolonger la ligne de Saint-Waast-la-Haut à Denain jusqu'à Anzin.
La compagnie est autorisée à prolonger la ligne d'Abscon à Denain vers Somain par une ordonnance royale le 8 octobre 1846.
Par une convention signée le 24 octobre 1868 entre le ministre des Travaux publics et la compagnie des mines d'Anzin cette dernière est autorisée à prolonger la ligne entre Anzin et la frontière belge. Cette convention est approuvée par décret impérial à la même date.
La ligne fut ouverte en plusieurs tronçons,, :
- 21 octobre 1838 (inauguration le 18 octobre) : Denain - Saint-Waast-la-Haut [quartier de Valenciennes]
- 1er octobre 1839 : Abscon - Denain
- janvier 1842 : Saint-Waast-la-Haut  - Anzin-Mines
- 20 juin 1848 : Somain - Abscon
- 23 mai 1873 : Anzin-Mines - Péruwelz (Wallonie) (trafic marchandises uniquement)
- 1er juin 1874 : Anzin-Mines - Vieux-Condé (voyageurs)
- 26 août 1874 : Vieux-Condé - Péruwelz (voyageurs)

La ligne est longue de 38 kilomètres et dessert d'importants centres miniers de la région de Valenciennes. Son exploitation était assurée par la Compagnie des mines d'Anzin, jusqu'en 1946 où cette dernière nationalisée, fut incorporée aux Houillères du bassin du Nord et du Pas-de-Calais (HBNPC).

## État actuel
Ce chemin de fer est aujourd'hui disparu. Le service voyageur s'y est arrêté en 1963 : 
La portion de Péruwelz à la gare de Vieux-Condé a été démantelée totalement en 1975, et le trafic marchandises le 17 novembre 1986.
À Condé-sur-l'Escaut, le trafic a cessé en 1989 après la fermeture de la fosse Ledoux, fin 1988, à Condé-sur-l'Escaut.
Le Train Touristique du Hainaut, exploité par le Cercle d'Études Ferroviaires Nord (CEF Nord) - Denain avec l'autorail Picasso X 4046 a circulé entre Denain-Mines et la fosse Arenberg (Wallers) de 1990 à 1994 (voyage inaugural le 27 janvier 1990). Sa collection de matériels ferroviaires industriels et miniers reste hébergée dans le dépôt de 1883 de la rue de Turenne, hérité des HBNPC, près de l'ancienne gare des Mines (détruite lors des travaux du tramway) désormais coupé du réseau ferroviaire depuis 1995.
L'emplacement de la gare de Bruay-sur-l'Escaut a été transformé en zone industrielle.
Une section de la plateforme, à Anzin, a été transformée, en 1995, en couloir de bus à deux voies. Une autre fut transformée en 1998 en chemin de promenade de Péruwelz à Somain.
La plate forme de la voie a été acquise par le SITURV pour développer l'infrastructure du tramway de Valenciennes entre Anzin et Dutemple dans un premier temps, puis vers Denain.

## L'infrastructure
La ligne était construite à l'écartement normal et mesurait 38 km de long.
Elle desservait les stations suivantes : Gare de Somain ; Abscon, km 4 ; Escaudain, km 7 ; Denain, km 10 ; Hérin, km 15 ; Saint-Waast (Valenciennes), km 18 ; Anzin, km 19 ; Le Moulin, km 21 ; Bruay, km 23 ; Thiers la Grange, km 25 ; Escautpont-Mines, km 27 ; Fresnes, km 28 ; Condé, km 30 ; Vieux-Condé, km 32 ; Frontière passage, km 37 ; Péruwelz, km 38.

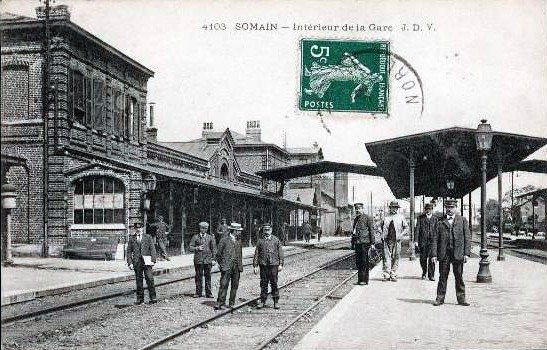
Gare de Somain vers 1900
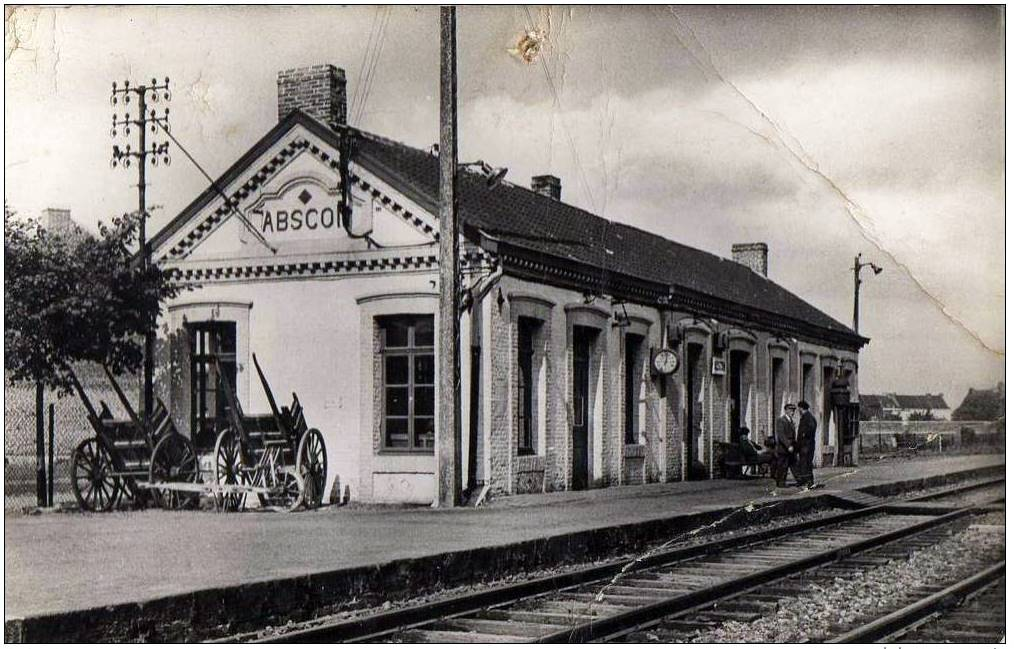
Gare d'Abscon début XXe siècle
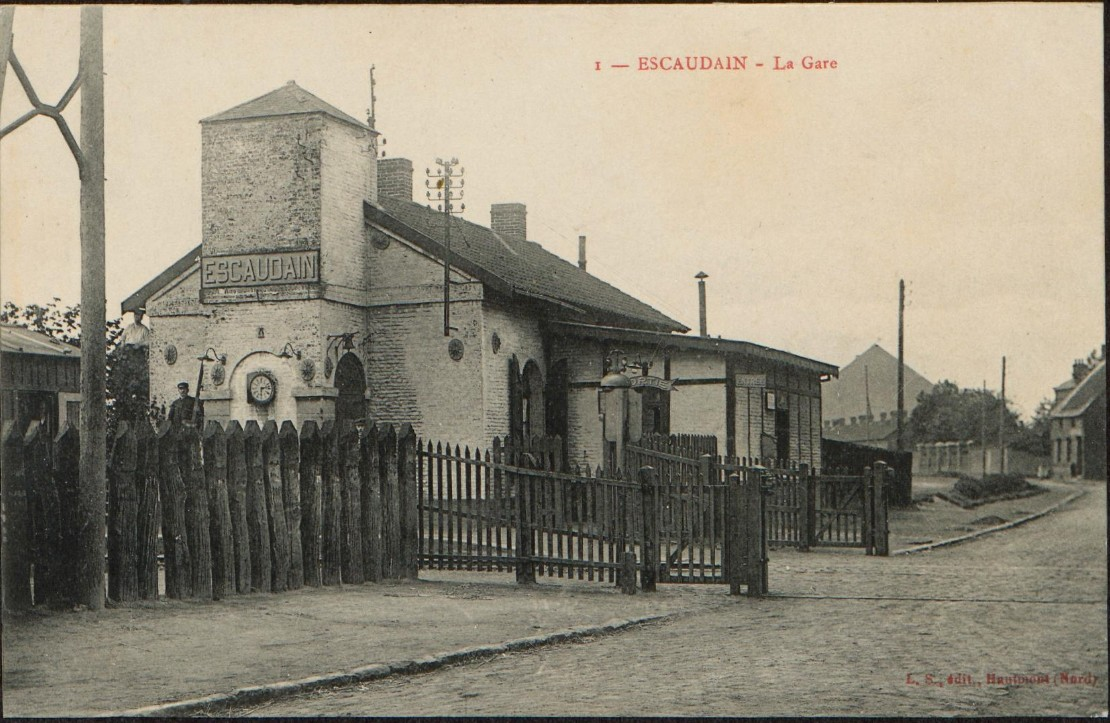
Gare d'Escaudain début du XXe siècle
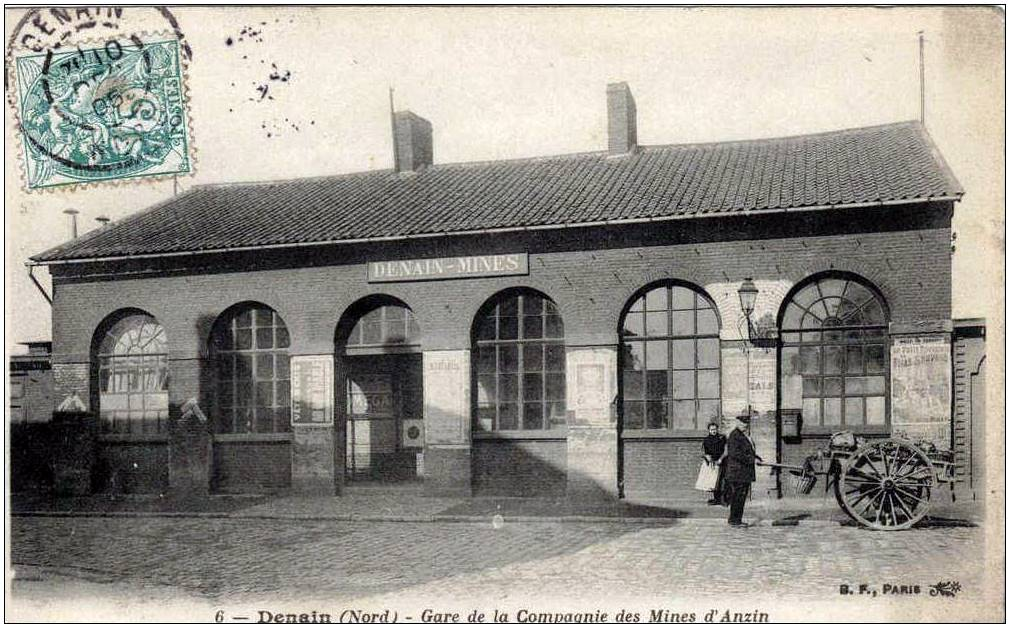
Gare de Denain-mines vers 1905
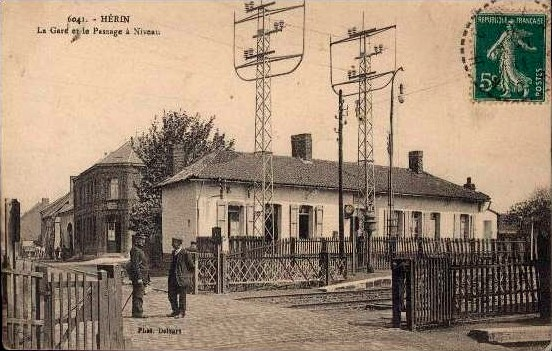
Gare d'Hérin début du XXe siècle
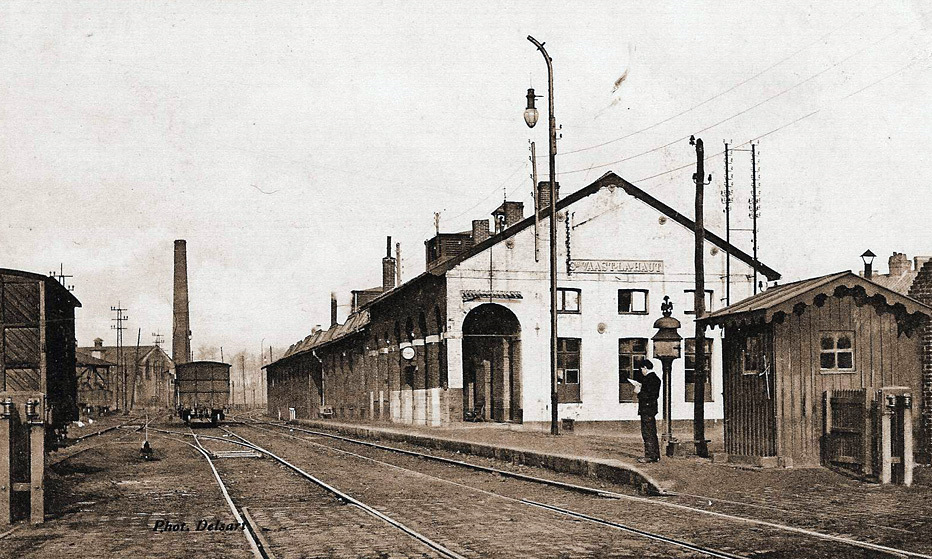
Gare de Saint-Waast vers 1950
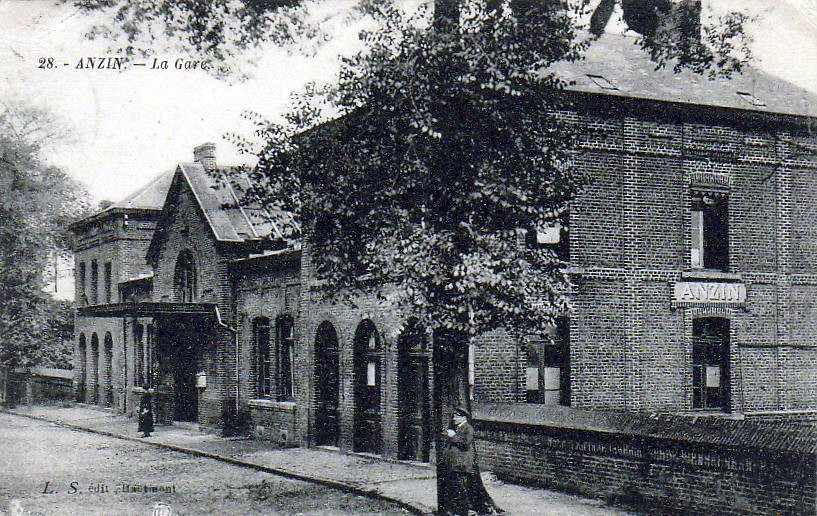
Gare d'Anzin vers 1900
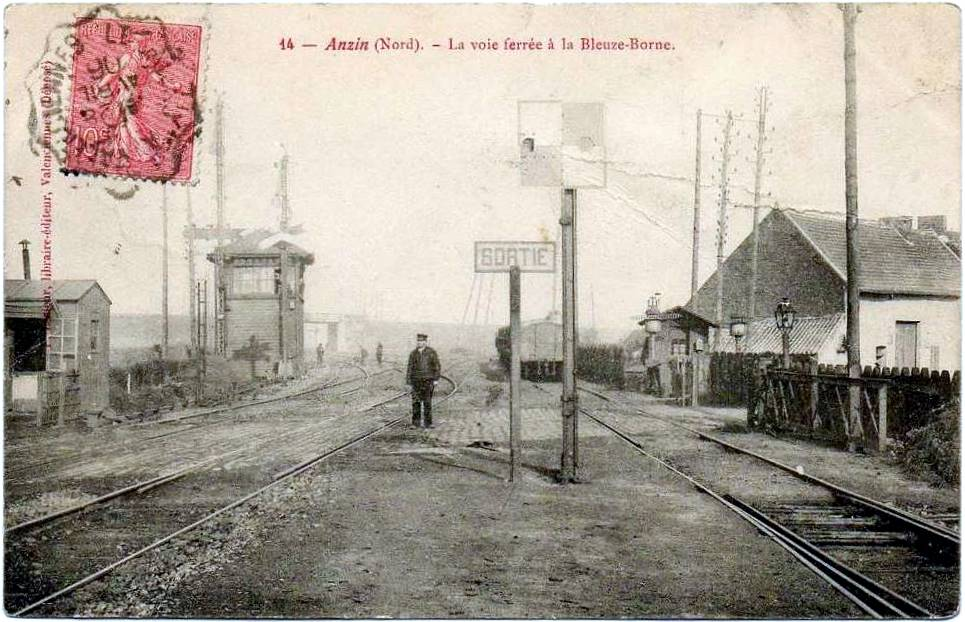
Halte de la Bleuse Borne (Le Moulin)
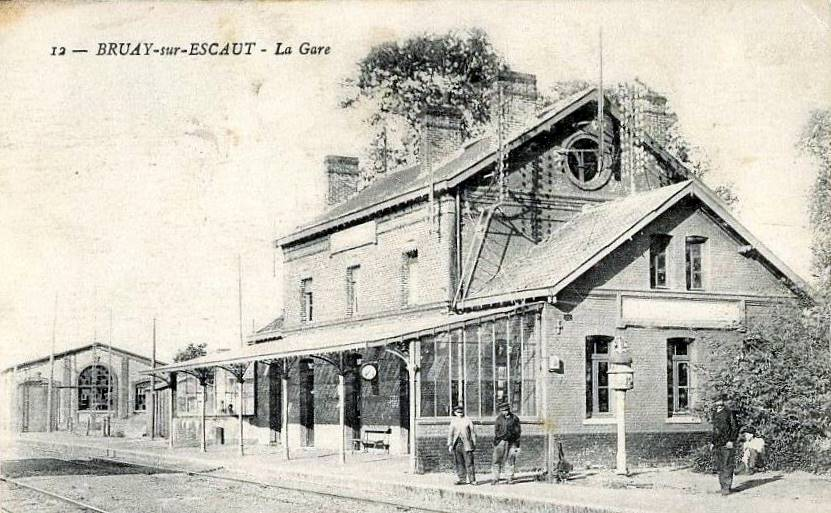
Gare de Bruay en 1938
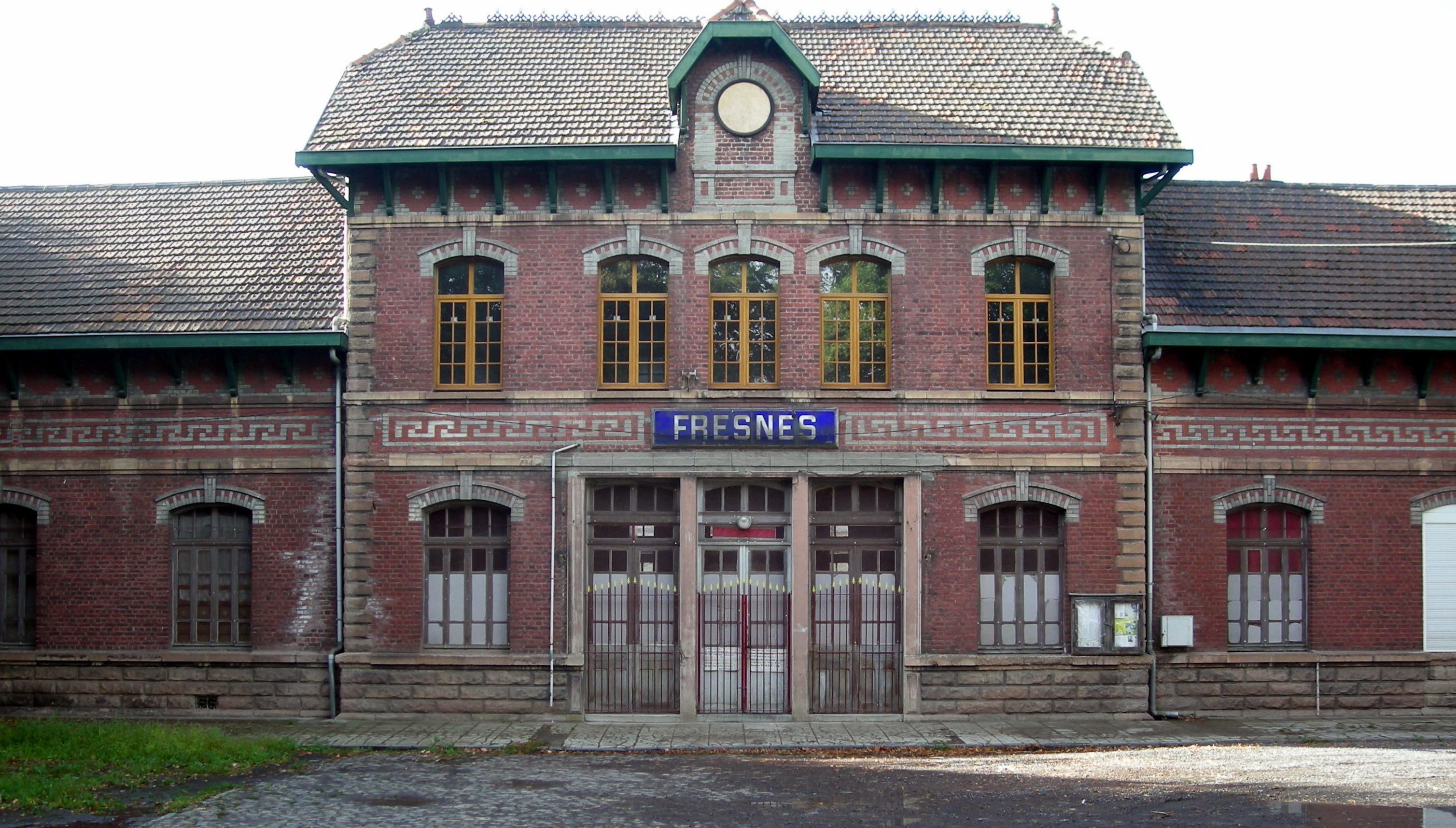
Gare de Fresnes en 2009
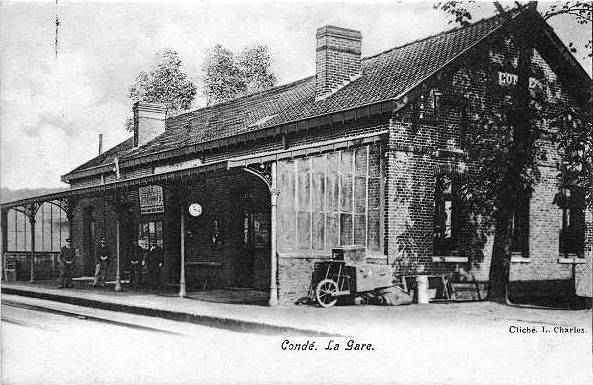
Gare de Condé/Escaut vers 1950
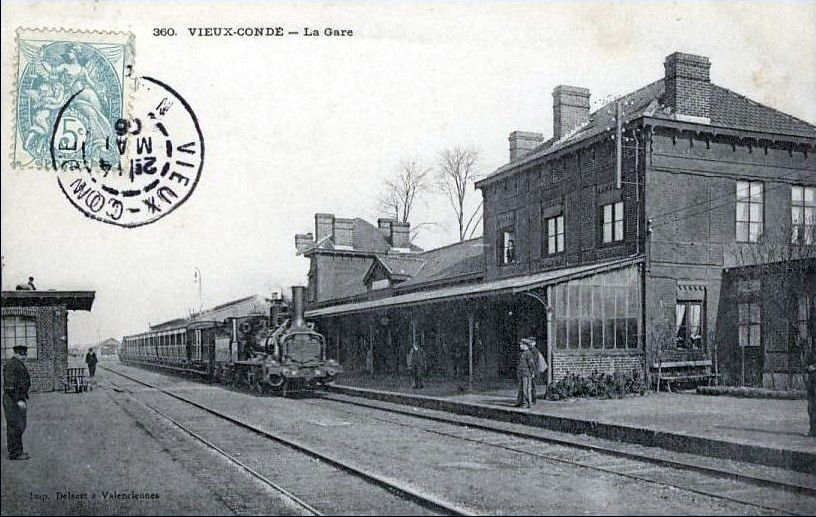
Gare de Vieux-Condé vers 1906
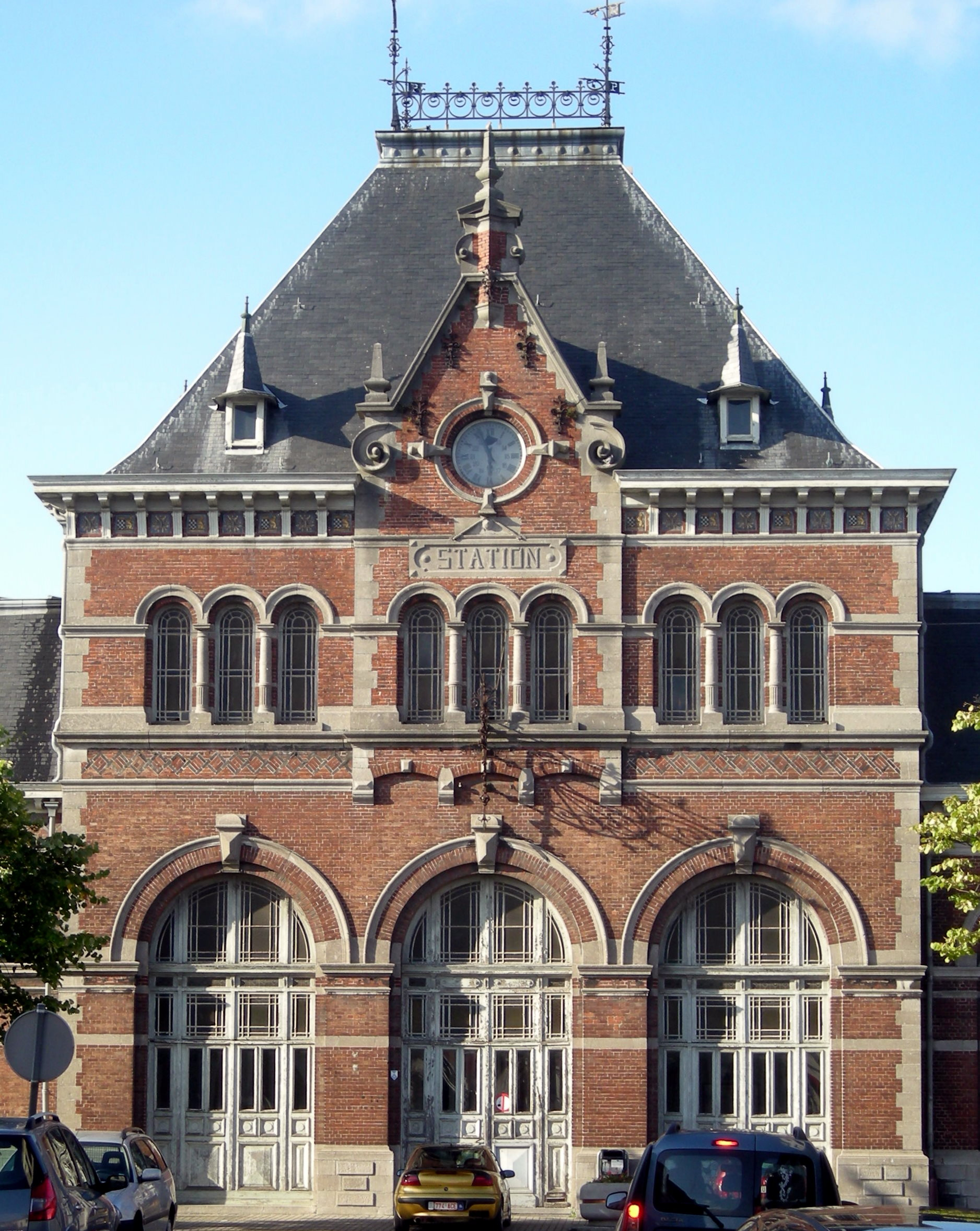
Gare de Péruwelz en 2009

## Exploitation
En 1933, la ligne était desservie par 8 trains voyageurs, sans compter le trafic marchandises

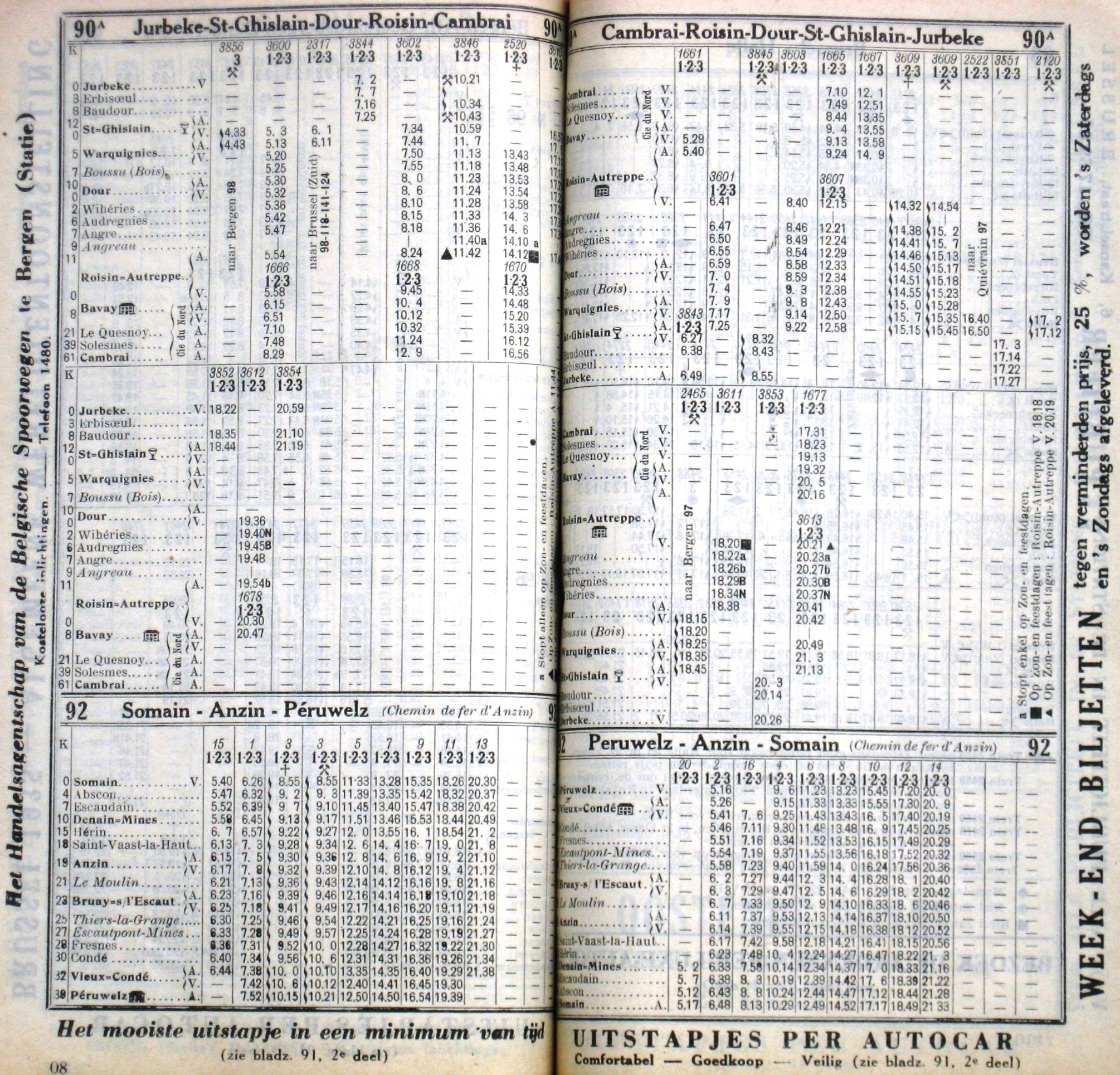
Horaires de la ligne en 1933

### Matériel roulant
La traction à vapeur a existé depuis l'origine, jusqu'aux années 1960.

## Matériel et installations préservées

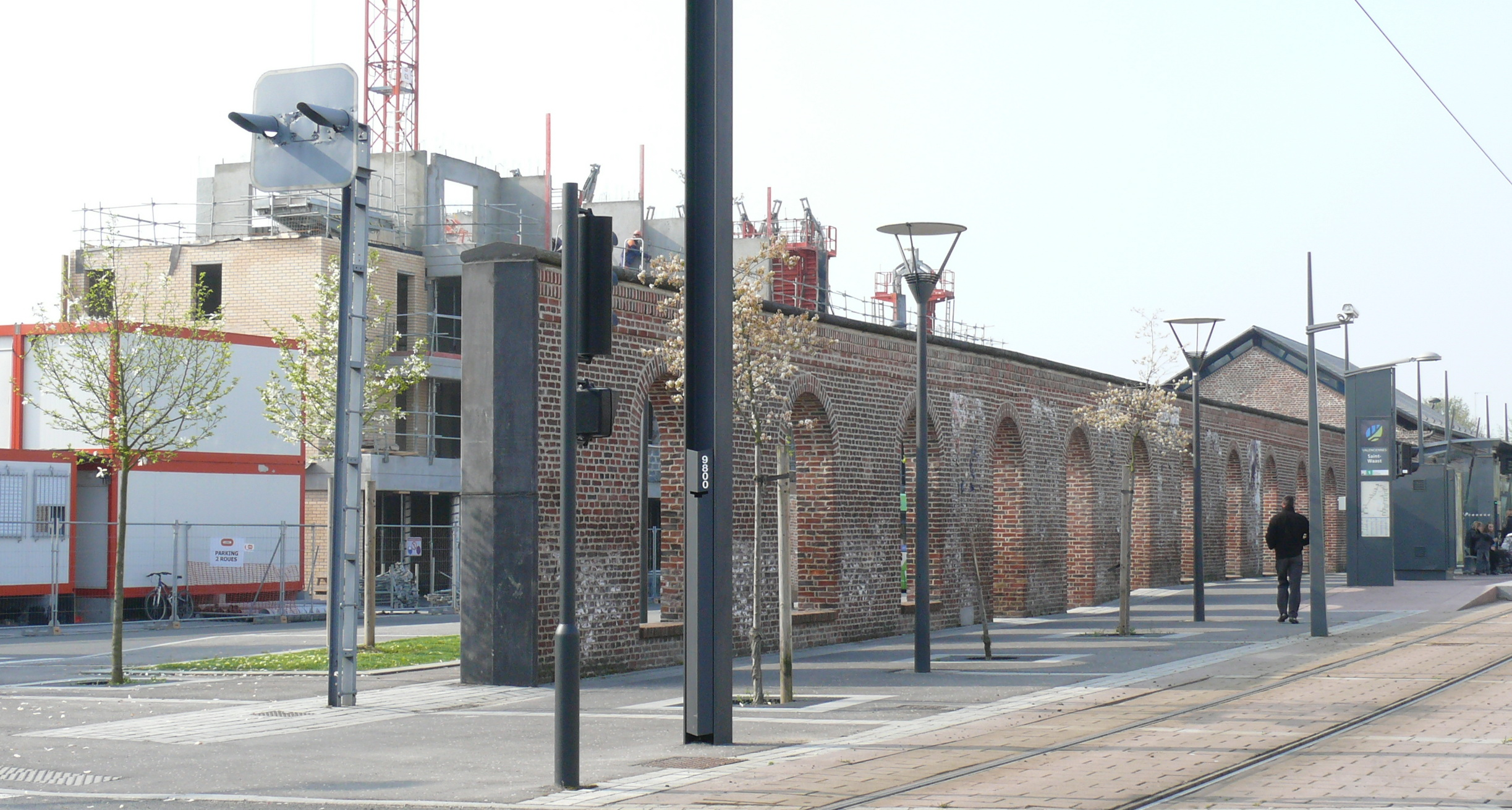
La station du tramway de Valenciennes Saint-Waast

La station du tramway de Valenciennes Saint-Waast a conservé des éléments architecturaux de l'ancienne Gare des Mines.
La Commune de Fresnes-sur-Escaut a préservé un poste d’aiguillage, le bâtiment voyageurs de la gare ainsi que les quais avec leurs abris,.
Le dépôt des locomotives de Denain-Mines, est toujours présent [en avril 2024] au 345 rue de Turenne à Denain, dont un atelier édifié en 1882, le plus ancien des HBNPC qui ait été préservé. Il abrite la collection d'une association de préservation de matériels ferroviaires des Houillères et d'Usinor-Cail, ainsi que des locotracteurs et berlines de mines.
La collection du Cercle d'Études Ferroviaires Nord (CEF Nord, association loi de 1901 fondée en 1980) comprend une soixantaine de véhicules à voie normale (locomotives, voitures et wagons, grues), et plus de 50 véhicules de mines à voie de 60 et 75 dont :
- la locomotive-tender 020 no 7 "L'UNION" construite en 1887 par la Compagnie des Mines d'Anzin, à voie normale, classée Monument Historique en 1987
- la locomotive-tender 020T construite en 1913 par Cail (Denain) no 3543; à chaudière verticale, à voie normale, classée Monument Historique en 1987
- la locomotive-tender 020T "Claudette" construite en 1923 par Cockerill (Serain, Belgique) no 3028, à voie de 75, utilisée par USINOR n°L29 à l'alimentation des fours Martin de Denain.